# إزروالن (آيت اوقبلي)
إزروالن هي إحدى مشيخات المملكة المغربية، تتبع جغرافيا لإقليم أزيلال وإداريًا لآيت اوقبلي. يقدر عدد سكانها بـ 4706 نسمة حسب الإحصاء الرسمي للسكان والسكنى لسنة 2004.